# 1936 en arts plastiques
| Années des arts plastiques : 1933 - 1934 - 1935 - 1936 - 1937 - 1938 - 1939    |
| Décennies des arts plastiques : 1900 - 1910 - 1920 - 1930 - 1940 - 1950 - 1960 |

Cette page concerne l'année 1936 en arts plastiques.

## Œuvres
- Le Déjeuner en fourrure, sculpture de Meret Oppenheim.
- Le Téléphone aphrodisiaque, sculpture de Salvador Dalí.
- Le canal de Roubaix, tableau de Charles-Henry Bizard.

## Naissances
- 8 janvier : Hubertine Heijermans, peintre et graveuse néerlandaise († 31 juillet 2022),
- 29 janvier : Patrick Caulfield, peintre britannique († 29 septembre 2005),
- 16 février : Alain Le Saux, directeur artistique et illustrateur français († 14 mars 2015),
- 28 février : William Delafield Cook, peintre australien († 29 mars 2015),
- 3 mars : Philippe Trouvé, peintre et poète français († 2 août 2005),
- 7 mars : François Ristori, peintre français († 27 janvier 2015),
- 23 mars : Jannis Kounellis, peintre, sculpteur et professeur d'université grec puis italien († 16 février 2017),
- 26 mars : Axel Bertram, designer, dessinateur, graphiste et typographe allemand († 16 mars 2019),
- 1er avril : André Evrard, peintre et graveur suisse († 29 avril 2021),
- 18 avril : Jack Vanarsky, sculpteur et auteur de collages français († 15 février 2009),
- 4 mai : André Bourrié, peintre officiel de la Marine français († 6 janvier 2017),
- 6 mai : Richard de Prémare, peintre français,
- 12 mai : Frank Stella, peintre américain, comme un précurseur du minimalisme,
- 29 mai : Carlo Marangio, peintre italien,
- 6 juin : Malangatana Ngwenya, peintre, sculpteur et poète mozambicain († 5 janvier 2011),
- 22 juin : Ruth Brandt, artiste, peintre et enseignante irlandaise († 13 août 1989),
- 7 juillet : Angi, peintre suisse († 12 septembre 2000),
- 9 juillet : Michel Tyszblat, peintre français († 27 novembre 2013),
- 23 juillet :
  - Kuniyoshi Kaneko, peintre, illustrateur et photographe japonais († 16 mars 2015),
  - Jacques Tissinier, peintre et sculpteur français († 15 juin 2018),
- 17 août : Abdelkhader Houamel, peintre algérien († 11 juillet 2018),
- 23 septembre : Bernardino Toppi, peintre fresquiste italien,
- 4 septembre : Juan Carlos Cáceres, peintre, professeur d'histoire de l'art et musicien argentin († 5 avril 2015),
- 8 septembre : Marco Lusini, peintre, sculpteur, photographe et poète italien († 3 octobre 1989),
- 11 septembre : Moshe Gershuni, peintre et sculpteur israélien († 22 janvier 2017),
- 9 octobre : Erhard Fappani, peintre suisse († 22 février 1999),
- 5 novembre : William Christenberry, photographe, peintre, sculpteur et professeur américain († 28 novembre 2016),
- 20 novembre : Luigi Castiglioni, peintre et affichiste italien († 11 juin 2003),
- 26 novembre :
  - Claude Grosperrin, peintre et lithographe français († 16 juillet 1977),
  - Shusei Nagaoka, illustrateur japonais († 23 juin 2015),
- 29 novembre : Walter Strack, peintre et sculpteur franco-suisse († 1er mai 2021),
- 3 décembre : Pierre Raetz, peintre suisse († 9 octobre 2016),
- 10 décembre : Sabine Monirys, sculptrice, illustratrice, plasticienne et peintre française († 4 mars 2016),
- 23 décembre : Henri Prosi, peintre français († 19 août 2010),
- Date précise inconnue :
  - Alfredo Alcaín, peintre, graveur et illustrateur espagnol,
  - Kunji Kusaka, artiste graveur abstrait-géométrique japonais,
  - Ono Masuho, peintre japonais.

## Décès
- 12 janvier : Émile Pichot, peintre français (° 22 septembre 1857),
- 13 janvier : Emilia Chanks, peintre anglo-russe (° 1er août 1857),
- 17 janvier : Paul Krôn, peintre français (° 18 mars 1869),
- 23 janvier : Edmond Aman-Jean, peintre, graveur et critique d'art français (° 13 novembre 1858),
- 6 février : Désiré Alfred Magne, peintre français (° 27 février 1855),
- 9 février : Charles Bernier, avocat et peintre aquarelliste français (° 9 octobre 1857),
- 10 février : Fillia, peintre de compositions murales et écrivain italien (° 3 octobre 1904),
- 22 février : Henri Coulon, peintre et avocat français (° 18 décembre 1855),
- 28 février : Julien Le Blant, peintre français (° 30 mars 1851),
- ? février : Henri-Gabriel Ibels, peintre, dessinateur, graveur et affichiste français (° 30 novembre 1867),
- 15 mars : Charles Roussel, peintre français (° 16 février 1861),
- 8 avril : Pierre Dumont, peintre français (° 29 mars 1884),
- 30 avril :  Maurice Busset, xylographe français (° 18 décembre 1880),
- 5 mai : Grigori Tchirikov, restaurateur d'art, peintre d'icône et collectionneur russe puis soviétique (° 1882),
- 8 mai : Charles Frédéric Abram, peintre français (° 4 mai 1851),
- 13 mai : Jean-Baptiste Olive, peintre français (° 30 juillet 1848),
- 16 mai : Albert Nikolaïevitch Benois, aquarelliste russe puis soviétique (° 14 mars 1852),
- 27 mai : Lucien Lièvre, peintre français (° 27 mai 1878),
- ? mai : Eugène Ogé, affichiste et illustrateur français (° 5 mai 1861),
- 4 juin : Bernard-Joseph Artigue, peintre français (° 27 avril 1859),
- 17 juin : Kenneth R. Cranford, peintre américain (° 14 mars 1857),
- 23 juin : Vincenzo Caprile, peintre italien (° 24 juin 1856),
- 25 juin : Joseph Mittey, peintre suisse d'origine française (° 1er avril 1853),
- 27 juin : Antonio Locatelli, aviateur, homme politique, écrivain, journaliste, peintre et dessinateur italien (° 17 avril 1895),
- 28 juin : Henri Jaubert, peintre et aquarelliste français (° 21 mai 1860),
- ? juin :
  - Laura Leroux-Revault, peintre française (° 14 septembre 1872),
  - Eugène-Louis Véder, peintre, aquarelliste et graveur français (° 1er avril 1876),
- 1er juillet : José Silbert, peintre français (° 20 janvier 1862),
- 3 juillet : Eugène Decisy, peintre et graveur français (° 5 février 1866),
- 12 juillet : Kunishirō Mitsutani, peintre japonais de genre et aquarelliste (° 10 novembre 1874),
- 15 juillet : Alberto Pisa, peintre italien (° 19 mars 1864),
- 22 juillet : Otto Pilny, peintre suisse (° 28 juin 1866),
- 6 août : Ramón Acín Aquilué, peintre, sculpteur et écrivain espagnol (° 30 août 1888),
- 16 août : Paul Louchet, bronzier, ciseleur, sculpteur, peintre et graveur français (° 12 avril 1854),
- 21 août : Eugène Dabit, écrivain et peintre français (° 21 septembre 1898),
- 25 août : Vincent Manago, peintre français (° 4 avril 1878),
- 27 août : Luca Postiglione, peintre italien (° 18 octobre 1876),
- 28 août : Lina Bill, peintre français (° 6 janvier 1855),
- 7 septembre : Erich Büttner, peintre allemand (° 7 octobre 1889),
- 13 septembre : René Vincent, peintre, aquarelliste, dessinateur et affichiste français (° 4 mars 1879),
- 20 septembre : Henry Ganier, magistrat, peintre, affichiste et illustrateur français (° 29 juillet 1845),
- 21 septembre : Gaston Noury, peintre, pastelliste, affichiste et dessinateur français (° 17 décembre 1865),
- 2 octobre : Emil Cardinaux, peintre suisse (° 11 novembre 1877),
- 4 octobre : Pierre Leprat, peintre et professeur de dessin et d'histoire de l'art français (° 16 avril 1849),
- 6 octobre : Valère Bernard, peintre, écrivain et poète français (° 10 février 1860),
- 13 octobre : Anna Wengberg, peintre suédoise (° 24 avril 1865),
- 21 octobre : William Lakin Turner, peintre anglais (° 25 février 1867),
- 22 octobre : Arturo Viligiardi, architecte néogothique et peintre italien (° 27 juillet 1869),
- 26 octobre : Louis Floutier, peintre français  (° 31 mars 1882),
- 27 octobre : Édouard Ducros, peintre de marine français (° 28 août 1856),
- 30 octobre :
  - Georges Darnet,  peintre français (° 22 mars 1859),
  - Lorado Taft, sculpteur américain (° 29 avril 1860),
  - Ferdynand Ruszczyc, peintre, imprimeur et scénographe polonais (° 10 décembre 1870),
- 2 novembre : Lorenzo Viani, peintre, graveur et écrivain italien (° 1er novembre 1882),
- 3 novembre :
  - Henri-Julien Dumont, peintre, affichiste et graveur français (° 14 décembre 1856),
  - Alfred Smith, peintre post-impressionniste français (° 30 juillet 1854),
- 6 novembre : Ossip Braz, peintre russe puis soviétique (° 16 janvier 1873),
- 14 novembre : Auguste Jouve, photographe, céramiste et peintre français (° 14 janvier 1854),
- 22 novembre : Louis Apol, peintre néerlandais de l'École de La Haye (° 6 septembre 1850),
- 26 novembre : Victor Charreton, peintre français (° 2 mars 1864),
- 28 novembre : François Nardi, peintre français d'origine italienne (° 7 décembre 1861),
- ? novembre : Gabriel de Cool, peintre français (° 14 octobre 1854),
- 10 décembre : Félix Durbesson, peintre français (° 17 juillet 1858),
- 11 novembre : Jules Courvoisier, affichiste suisse (° 23 mai 1884),
- 12 décembre : Arsène-Marie Le Feuvre, peintre et homme politique français (° 6 mai 1863),
- 18 décembre : Nicolaas van der Waay, peintre, aquarelliste, dessinateur et lithographe néerlandais (° 15 octobre 1855),
- 23 décembre : François Zbinden, peintre suisse (° 4 avril 1871),
- 26 décembre : Édouard Lévêque, industriel, peintre et photographe français (° 10 décembre 1857),
- 27 décembre :
  - Pierre-Léon Dusouchet, peintre, graveur, sculpteur, écrivain et poète français (° 25 avril 1876),
  - Leon Wyczółkowski, peintre et illustrateur polonais (° 11 avril 1852),
- 28 décembre : Berthe Burgkan, peintre française (° 10 décembre 1855),
- 30 décembre : Constantin Kousnetzoff, peintre russe puis soviétique (° 22 août 1863),
- Date précise inconnue :
  - Louis-Émile Blanchard, peintre paysagiste français (° 1876),
  - Victor Brugairolles, peintre français (° 29 mai 1869),
  - François Max Bugnicourt, peintre et graveur français (° 1868),
  - Achille Carelli, peintre italien (° 1856),
  - Alphonse Cellier, peintre français (° 17 septembre 1875),
  - Pierre-Roger Claudin, illustrateur et peintre français (° 1877),
  - Auguste Clot, imprimeur et chromolithographe français (° 1858),
  - Ernest Correlleau, peintre français (° 1892),
  - Maurice Decroix, peintre et dessinateur français (° 14 janvier 1878),
  - Alphonse Gaudefroy, peintre français (° 25 mars 1845),
  - Marcin Gottlieb, peintre juif polonais (° 1867),
  - Georg Gronau, historien de l'art allemand (° 1868),
  - John Alexander Harrington Bird, peintre et illustrateur britannique (° 1846),
  - Théo Mayan, peintre français (° 22 décembre 1860),
  - Beatrice Morgari, peintre italienne (° 15 juin 1858),
  - Manuel Robbe, peintre et graveur français (° 16 décembre 1872),
  - Auguste Roure, peintre français (° 26 avril 1878),
  - Marius Roux-Renard, peintre français (° 16 mai 1870),
  - Tancrède Synave, peintre français (° 10 février 1870),
  - René Vincent, peintre, aquarelliste, dessinateur et affichiste français (° 1879),
  - Charles-Albert Walhain, peintre et sculpteur français (° 3 novembre 1877),
- 1930 ou 1936 :
- Jean Enders, peintre français (° 22 août 1861),
- Après 1936 :
- Jack Abeillé, peintre, affichiste, dessinateur et illustrateur français (° 28 mai 1873).